# Октябрськ (Мечетлінський район)
Октя́брськ (рос. Октябрьск, башк. Октябрьск) — присілок (у минулому селище) у складі Мечетлінського району Башкортостану, Росія. Входить до складу Алегазовської сільської ради.
Населення — 394 особи (2010; 580 в 2002).
Національний склад:
- башкири — 62 %